# 君だけに愛を (曲)
「君だけに愛を」（きみだけにあいを）は、日本の音楽グループであるザ・タイガースの4枚目のシングルである。1968年1月5日に日本グラモフォンより発売された。

## 記録
ザ・タイガース代表曲のひとつであるとともにグループ・サウンズブームを印象付けた楽曲でもある。
オリコン調べによる累計売上は39.7万枚であるが、公称では100万枚を超えるセールスを記録したとされる。
テイチクエンタテインメントから2007年3月21日に発売されたCDアルバム「GSフォーエヴァー100」の解説欄には「ミリオンセラーを記録し、オリコン・チャート第2位まで上る大ヒットとなった」とある。
リードボーカルの沢田研二（ジュリー）がサビの部分で客席のファンに向かい「君だけに〜」と指を指すポーズは“黄金の人差し指”の異名で呼ばれ、コンサートでは失神者が続出したという。
作曲したすぎやまこういちの手によってオーケストラアレンジされ、すぎやまのコンサートでのレパートリーの一つになっている。2008年には、自身のヒット曲をオーケストラアレンジしたアルバム『君だけに愛を 東京都交響楽団×すぎやまこういちヒット曲集』（すぎやまこういち指揮、東京都交響楽団演奏）を発売し、同曲はそのアルバムの表題曲となった。

## 収録曲
1. 君だけに愛を (Love only for you)（3分11秒）
  - 作詞：橋本淳　作曲・編曲：すぎやまこういち
2. 落葉の物語 (The story of the falling leaves)（2分44秒）
  - 作詞：橋本淳　作曲・編曲：すぎやまこういち

## カバー
君だけに愛を
- FLYING KIDS（1991年発売のシングル『君だけに愛を』に収録）。
- ザ・カーナビーツ（1999年発売のアルバム『ファースト・アルバム&モア』に収録）。
- CASCADE（2000年発売のアルバム『Adrenalin No.5』に収録）。
- GO!GO!7188（2002年発売のアルバム『虎の穴』に収録）。
- 近田春夫&ハルヲフォン（2008年発売のアルバム『リメンバー・グループ・サウンズ』に収録）。

落葉の物語
- Mi-Keのアルバム『想い出のG.S.九十九里浜』（1991年）でカヴァーされた。同ヴァージョンには、加橋かつみと森本太郎もゲスト参加した[3]。